# Sint-Barbarakapel (Averbode)

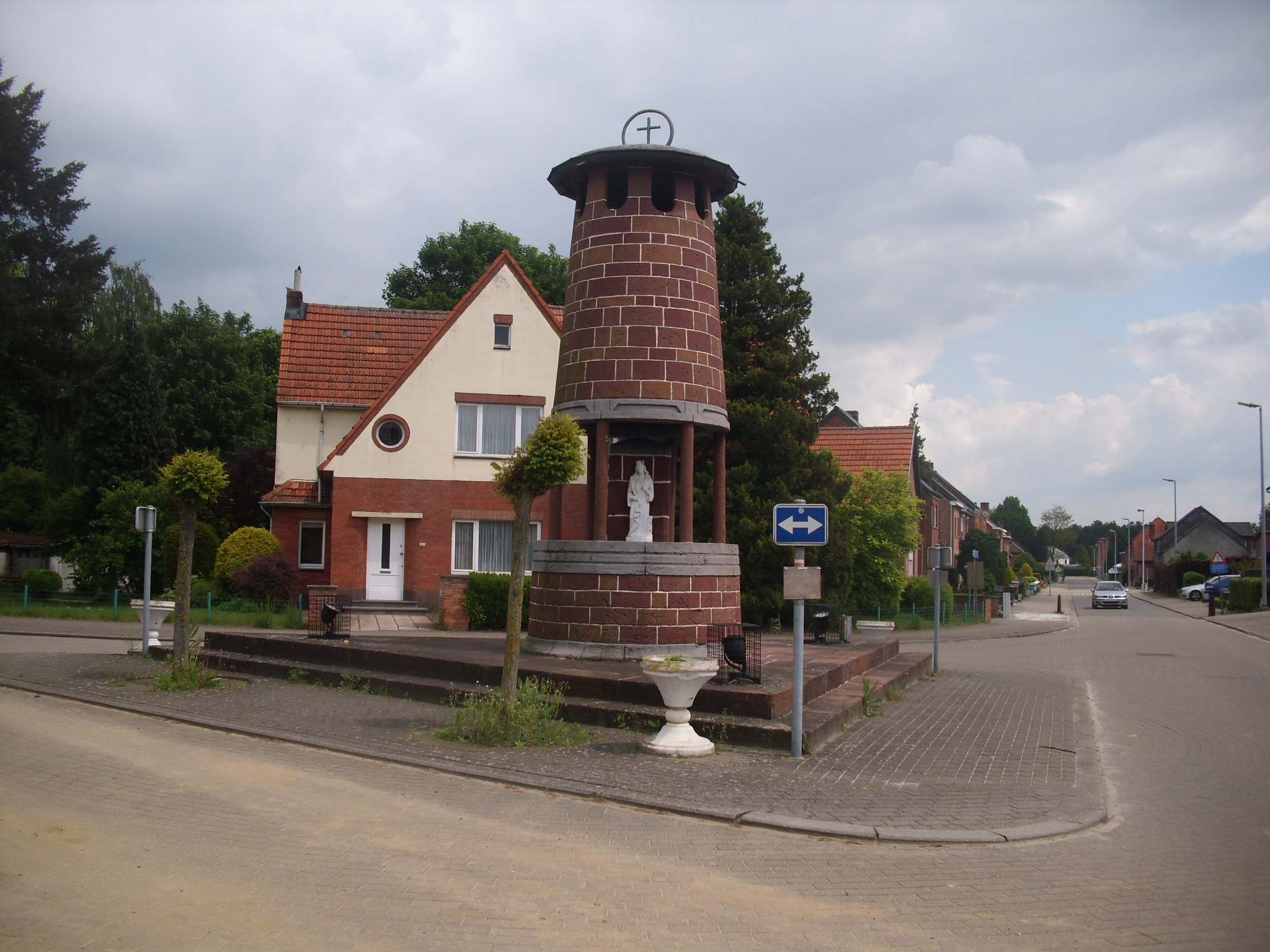
Sint-Barbarakapel

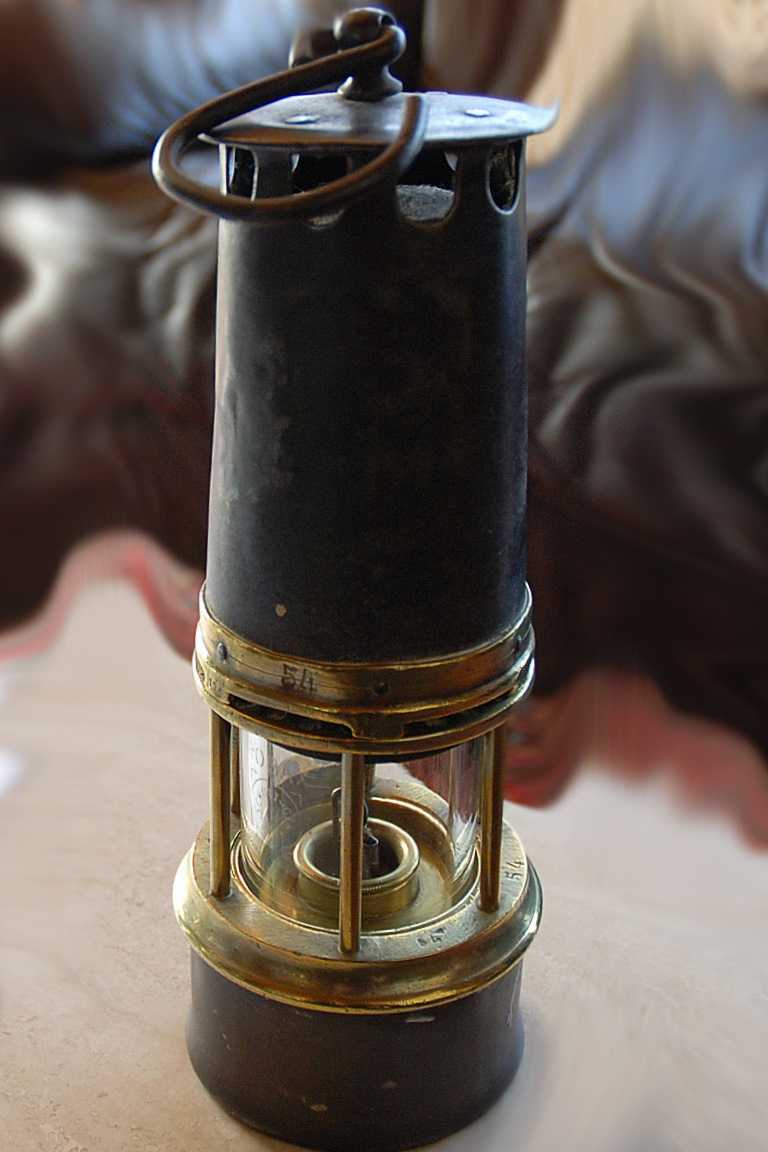
Mijnwerkerslamp

De Sint-Barbarakapel is een kapel in de tot de Vlaams-Brabantse gemeente Scherpenheuvel-Zichem behorende plaats Averbode, gelegen aan de Bredestraat.
De kapel werd gebouwd in 1952 en is gewijd aan Sint-Barbara, die patrones is van de mijnwerkers. De kapel is gebouwd in de vorm van een mijnlamp.
De ronde kapel is gebouwd op een driehoekig platform van ijzerzandsteen en bestaat uit een onderbouw waarboven een open nis en daarboven de bovenbouw die ondersteund wordt door een zestal pilaartjes. In de nis zijn een drietal Sint-Barbarabeeldjes aangebracht. Het platform bevat teksten zoals: bescherm onze mijnwerkers en hun familie tegen rampen en ongelukken en: gij die hier voorbij gaat gedenkt onze overledene mijnwerkers.